# Santibáñez de Valcorba
Santibáñez de Valcorba község Spanyolországban, Valladolid tartományban. Santibáñez de Valcorba Montemayor de Pililla, Traspinedo, Sardón de Duero, Quintanilla de Onésimo és Cogeces del Monte községekkel határos. Lakosainak száma 187 fő (2024).

## Népesség
A település népessége az utóbbi években az alábbiak szerint változott:
| Lakosok száma | 201  | 193  | 194  | 179  | 178  | 189  | 162  | 164  | 183  | 187  |
|               | 2001 | 2004 | 2007 | 2009 | 2012 | 2014 | 2017 | 2019 | 2022 | 2024 |